# 桟橋車庫前停留場
桟橋車庫前停留場（さんばししゃこまえていりゅうじょう）は、高知県高知市桟橋通四丁目にあるとさでん交通桟橋線の路面電車停留場。高知市立自由民権記念館が近くにあることから、「自由民権記念館前」の副名称が付される。

## 歴史

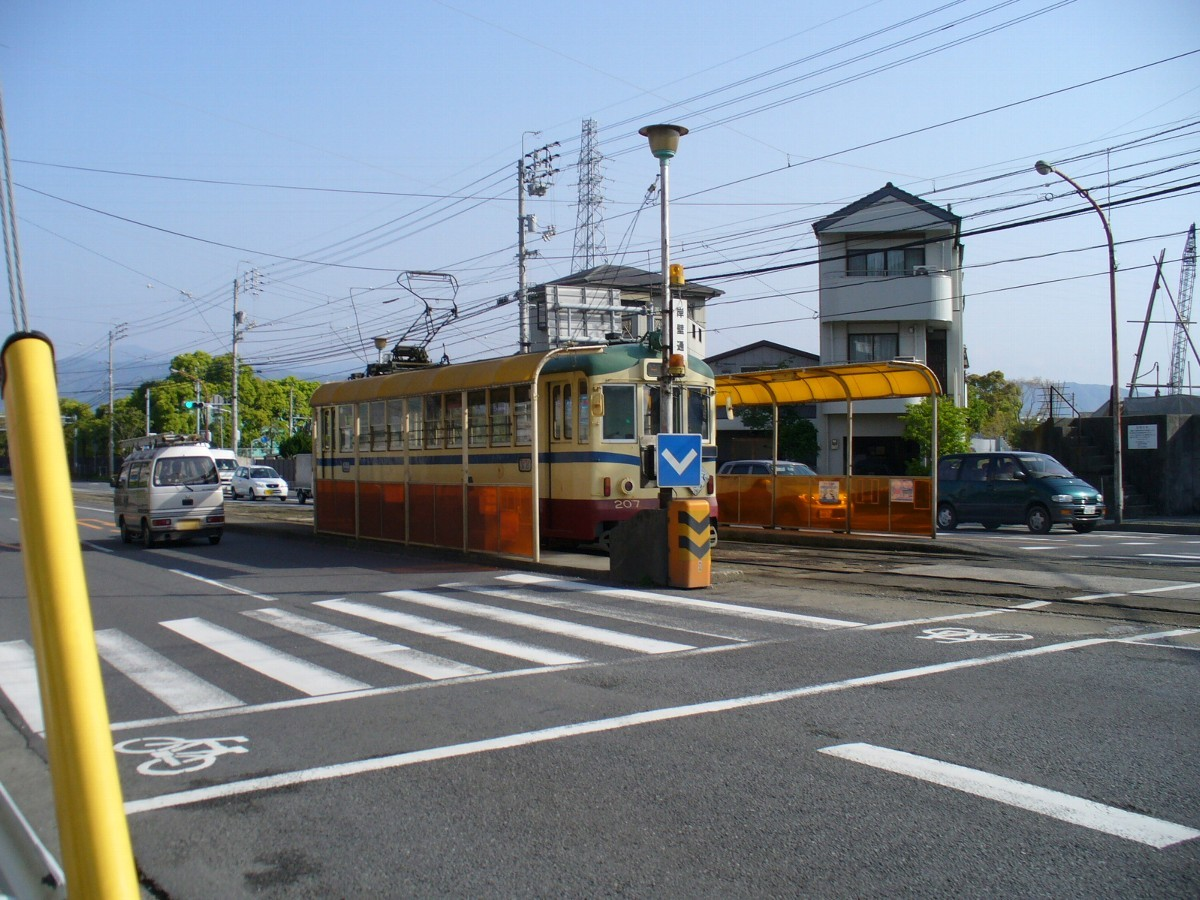
「岸壁通」時代の停留場（2006年）

当停留場は1904年（明治37年）、桟橋停留場（さんばしていりゅうじょう）の名で開業した。とさでん交通の前身土佐電気鉄道によって桟橋線（当時は潮江線）が開通したときから存在する停留場で、当時の路線は梅の辻停留場から当停留場まで。翌1905年（明治38年）には路線が延伸し、新たに桟橋停留場（現在の桟橋通五丁目停留場）が開業。当停留場は岸壁通停留場（がんぺきどおりていりゅうじょう）に改称するが、その時期については不詳である（1905年の延伸に際して一度廃止され、1953年（昭和28年）以前に岸壁通として復活したともされる）。2007年（平成19年）に桟橋車庫前停留場への改称が行われ、2009年（平成21年）に「自由民権記念館前」の副名称が付いた。この副名称は停留場の移設により記念館が近くなったことを機に付けられたものである。記念館はこの2年前より館名を停留場名に盛り込むよう要望しており、土佐電気鉄道が申し入れに応えた形となった。

### 年表
- 1904年（明治37年）5月2日：潮江線の開通に伴い、土佐電気鉄道の桟橋停留場として開業[1][2]。
- 1905年（明治38年）4月7日：当停留場より路線が延伸、新しく桟橋停留場が開業[1][2]。
- 時期不詳：岸壁通停留場に改称[2]。
- 1987年（昭和62年）12月1日：桟橋車庫・車両工場が完成、知寄町より車庫の機能が移される[2]。
- 2007年（平成19年）1月10日：桟橋車庫前停留場に改称[1]。
- 2009年（平成21年）1月22日：移設[1]。「自由民権記念館前」の副名称を使用開始。2月8日に記念式典が実施される[3]。
- 2014年（平成26年）10月1日：土佐電気鉄道が高知県交通・土佐電ドリームサービスと経営統合し、とさでん交通が発足[4]。とさでん交通の停留場となる。

## 停留場構造
桟橋線の軌道は道路上に敷かれた併用軌道で、当停留場も道路上にホームが設けられる。ホームは2面あり、南北方向に伸びる2本の線路を挟み込むように向かい合って配される（相対式ホーム）。軌道の東側にあるのが桟橋方面行き、西にあるのが高知駅方面行きのホーム。市道の延伸により、停留場は2009年に約50メートル北（高知駅寄り）へ移設された。
隣の桟橋通四丁目停留場との間には桟橋車庫があり、とさでん交通の車両基地として機能する。車庫は1987年に知寄町から移転、運用を開始した。入出庫線は上り線とのみ接続しているため、車庫から出庫した電車は上り側にある桟橋通四丁目を始発停留場とする。いっぽう入庫する電車はすべて当停留場を終着とし、渡り線を使用して車庫へ向かう。

## 停留場周辺
高知市立自由民権記念館は停留場より徒歩1分ほどの距離。このほか、わんぱーくこうち（わんぱーくこうちアニマルランドを併設）が近い。
かつての停留場名にあった「岸壁」は高知港のフェリー岸壁を指したが、港に出入りしていたフェリー航路はいずれも撤退している。
- とさでん交通本社・桟橋車庫
- 高知県道34号桂浜はりまや線
- 高知東年金事務所

## 路線バス
「桟橋通五丁目」バス停留所があり、以下の路線が乗り入れる。ただし、午前6時台に桟橋車庫始発となる一般路線のバスについては桟橋通五丁目バス停で乗車の取り扱いをせず桟橋車庫正門で取り扱う。高速バスについては乗車は桟橋車庫内の自動車棟の「桟橋高知営業所」バス停留所で乗車の取り扱いをする。
| 乗場    | 系統 | 主要経由地           | 行先         | 運行会社     | 備考       |
| ------- | --- | -------------------- | ------------ | ------------ | ---------- |
|         | A1 | 南はりまや橋、蛍橋   | 鳥越         | とさでん交通 | 土休日運休 |
| B1      | 南はりまや橋、上町二丁目、中万々、横内                                                                           | 鳥越                 |              | とさでん交通 |            |
| B2      | 南はりまや橋、上町二丁目、万々                                                                                   | みづき坂中央         |              | とさでん交通 |            |
| C1      | 南はりまや橋 | 県庁前               |              | とさでん交通 |            |
| U3 → C3 | 桟橋通四丁目、竹島町、六泉寺、高見、南はりまや橋、県庁、入明町、吉田町、三園町、加賀野井団地、みづき坂中央       | 宇津野               | 土休日運休   | とさでん交通 |            |
| U5 → C3 | 桟橋通四丁目、竹島町、六泉寺、竹島高銀前、南はりまや橋、県庁、入明町、吉田町、三園町、加賀野井団地、みづき坂中央 | 宇津野               | 土休日運休   | とさでん交通 |            |
| D1      | 南はりまや橋、帯屋町、中秦泉寺                                                                                   | イオンモール高知     |              | とさでん交通 |            |
| U3 → D3 | 桟橋通四丁目、竹島町、六泉寺、高見、南はりまや橋、帯屋町、中秦泉寺、イオンモール高知、加賀野井団地、みづき坂中央 | 宇津野               |              | とさでん交通 |            |
| U3 → D5 | 桟橋通四丁目、竹島町、六泉寺、高見、南はりまや橋、帯屋町、中秦泉寺、加賀野井団地、みづき坂中央                   | 宇津野               | 土休日運休   | とさでん交通 |            |
| D6      | 南はりまや橋、帯屋町、愛宕小橋、東久万、万々                                                                     | みづき坂中央         |              | とさでん交通 |            |
| U2 → D7 | 桟橋通四丁目、竹島町、深谷、六泉寺、高見、南はりまや橋、帯屋町、愛宕町二丁目、宝町、福井、横内                   | 鳥越                 |              | とさでん交通 |            |
| W1      | 南はりまや橋、上町二丁目、吉野緑ヶ丘                                                                             | 土佐塾校             |              | とさでん交通 |            |
| W3      | 南はりまや橋、上町二丁目、石立十字路                                                                             | 船岡南団地           |              | とさでん交通 |            |
| X1      | 南はりまや橋、上町五丁目、石立十字路                                                                             | 吉野                 |              | とさでん交通 |            |
| X3      | 南はりまや橋、上町五丁目、土佐道路                                                                               | 天王ニュータウン     |              | とさでん交通 |            |
| X4      | 南はりまや橋、上町五丁目、土佐道路、天王ニュータウン                                                             | 八田                 |              | とさでん交通 |            |
| X5      | 南はりまや橋、上町五丁目、土佐道路、高岡高校通                                                                   | 高岡営業所           |              | とさでん交通 |            |
| Y2      | 南はりまや橋、朝倉駅前、針木                                                                                     | 天王ニュータウン     |              | とさでん交通 |            |
| Y3      | 南はりまや橋、朝倉駅前、針木、天王ニュータウン                                                                   | 八田                 |              | とさでん交通 |            |
| Y4      | 南はりまや橋、朝倉駅前、針木、高岡高校通                                                                         | 高岡営業所           |              | とさでん交通 |            |
| F3      | 北はりまや橋、高知駅、比島                                                                                       | イオンモール高知     |              | とさでん交通 |            |
| G1      | 北はりまや橋 | 高知駅               |              | とさでん交通 |            |
| G2      | 北はりまや橋、高知駅、比島                                                                                       | 一宮バスターミナル   |              | とさでん交通 |            |
| G4      | 北はりまや橋、高知駅、比島、一宮バスターミナル                                                                   | 医大病院             |              | とさでん交通 |            |
| G6      | 北はりまや橋、高知駅、比島、一宮バスターミナル、医大病院                                                         | 領石出張所           |              | とさでん交通 |            |
| G12     | 北はりまや橋、高知駅前、金田橋、一宮バスターミナル                                                               | トーメン団地         |              | とさでん交通 |            |
| K2      | はりまや橋、介良通、中野団地                                                                                     | 潮見台三丁目         | 土休日運休   | とさでん交通 |            |
| K4      | はりまや橋、南国バイパス、中野団地                                                                               | 潮見台三丁目         |              | とさでん交通 |            |
| N2      | はりまや橋、青柳橋西詰、南吸江、十市パークタウン                                                                 | 前浜                 |              | とさでん交通 |            |
| L1      | はりまや橋、南国バイパス、JA高知病院、後免町                                                                     | 安芸駅               | 高知東部交通 |              |            |
|         | S2 | 横浜                 | 長浜         | とさでん交通 |            |
| S3      | 横浜、長浜、花海道                                                                                               | 桂浜                 |              | とさでん交通 |            |
| S9      | 横浜、瀬戸東団地                                                                                                 | 長浜                 | 土休日運休   | とさでん交通 |            |
| T2      | 横浜 | 横浜ニュータウン第一 | 土休日運転   | とさでん交通 |            |
| T3      | 横浜、横浜ニュータウン第三、高知競馬場（土休日の一部のみ）、蒔絵台                                               | 南ニュータウン       |              | とさでん交通 |            |

## 隣の停留場
とさでん交通
桟橋線
桟橋通四丁目停留場 - 桟橋車庫前停留場 - 桟橋通五丁目停留場